# Poecilocloeus exultus
Poecilocloeus exultus är en insektsart som beskrevs av Marius Descamps 1980. Poecilocloeus exultus ingår i släktet Poecilocloeus och familjen gräshoppor. Inga underarter finns listade i Catalogue of Life.